# Radziejowice (gmina)
Pour les articles homonymes, voir Radziejowice.
La gmina de Radziejowice est un district administratif situé en milieu rural du powiat de Żyrardów dans la voïvodie de Mazovie, dans le centre-est de la Pologne.
Son siège administratif (chef-lieu) est le village de Radziejowice, qui se situe à environ 10 kilomètres au sud-est de Żyrardów (siège de la Powiat) et à 40 kilomètres au sud-est de Varsovie (capitale de la Pologne).
La gmina couvre une superficie de 80,06 kilomètres carrés pour une population de 6 273 habitants en 2021.

## Histoire
De 1975 à 1998, la gmina est attachée administrativement à la voïvodie de Skierniewice. Depuis 1999, elle fait partie de la voïvodie de Mazovie.

## Géographie

### Villages
La gmina de Radziejowice comprend les villages et localités de :

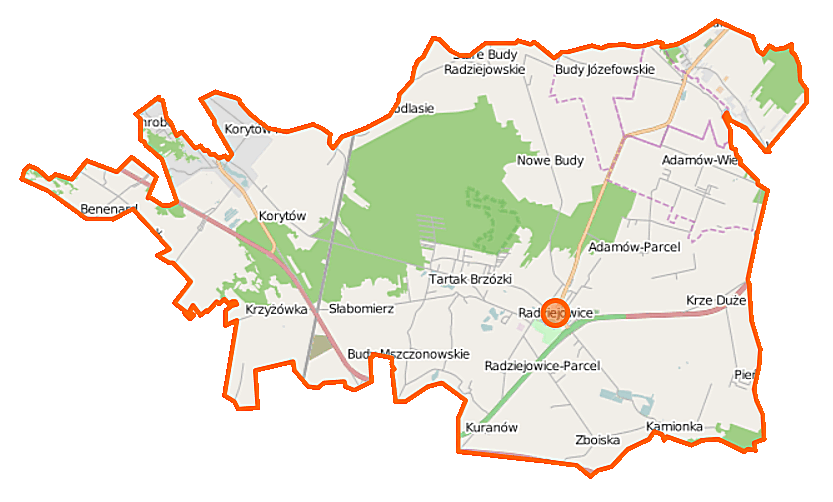
Plan de la gmina

- Adamów
- Adamów-Parcel
- Benenard
- Budy Józefowskie
- Budy Mszczonowskie
- Chroboty
- Kamionka
- Korytów
- Korytów A
- Krze Duże
- Krzyżówka
- Kuklówka Radziejowicka
- Kuklówka Zarzeczna
- Kuranów
- Nowe Budy
- Pieńki-Towarzystwo
- Podlasie
- Radziejowice
- Radziejowice-Parcel
- Słabomierz
- Stare Budy Radziejowskie
- Tartak Brzózki
- Zazdrość
- Zboiska

### Gminy voisines
La gmina de Radziejowice est voisine de :

la ville de :
- Żyrardów

et des gminy de :
- Grodzisk Mazowiecki
- Jaktorów
- Mszczonów
- Puszcza Mariańska
- Wiskitki
- Żabia Wola

## Structure du terrain
D'après les données de 2002, la superficie de la commune de Radziejowice est de 80,06 km2, répartis comme telle :
- terres agricoles : 68 %
- forêts : 23 %

La commune représente 15,03 % de la superficie du powiat.

## Démographie
Données du 30 juin 2004 :
| Description        | Total  | Total | Femmes | Femmes | Hommes | Hommes |
| ------------------ | ------ | ----- | ------ | ------ | ------ | ------ |
| Unité              | Nombre | %     | Nombre | %      | Nombre | %      |
| Population         | 4 748  | 100   | 2 414  | 50,8   | 2 334  | 49,2   |
| Densité (hab./km²) | 59,3   | 59,3  | 30,2   | 30,2   | 29,2   | 29,2   |